# Caryodaphnopsis malipoensis
Caryodaphnopsis malipoensis är en lagerväxtart som beskrevs av Bing Liu & Y.Yang. Caryodaphnopsis malipoensis ingår i släktet Caryodaphnopsis och familjen lagerväxter. Inga underarter finns listade i Catalogue of Life.